# Louis Francœur
Pour les articles homonymes, voir Francœur.
Louis Francœur est un journaliste et animateur de radio né en 1895 à Montréal et décédé dans un accident d'automobile en 1941. Il est le père de Jacques G. Francoeur.
Il entreprend des études universitaires en Théologie et Histoire en Europe de 1913 à 1923.
Il est correspondant parlementaire de La Patrie et du The Montreal Star à Ottawa et à Québec de 1922 à 1930. 
Il fonde ensuite le quotidien Le Journal en 1930, journal qu'il dirige jusqu'en 1934. 
Il est ensuite nommé directeur de L'Illustration (1934-1937) et de La Patrie (1937-1941). 
Il anime pendant ce temps l'émission hebdomadaire Sur la scène du monde diffusée par Radio-Canada de 1930 à 1940, puis l'émission quotidienne La situation ce soir jusqu'à sa mort, le 1er juin 1941, des suites d'un accident d'automobile près du lac Guindon, dans les Laurentides au nord de Montréal. L'accident fit trois autres victimes : le musicologue et pianiste Léo-Pol Morin, le prêtre et essayiste indépendantiste Wilfrid Morin et l'animateur de radio Fernand Leclerc.  
Plus de 70 000 personnes défilent devant sa dépouille à sa mort en 1941. Il est enterré au Cimetière Notre-Dame-des-Neiges, à Montréal. La place Louis-Francoeur de Montréal honore sa mémoire depuis 1986.

## Honneurs et hommages
- 1924 - Prix David (conjointement avec Philippe Panneton).
- La rue Louis-Francoeur a été nommée en son honneur vers 1941 dans l'ancienne municipalité de Saint-Félix-de-Cap-Rouge maintenant présente dans la ville de Québec.